# Albert Schiffner
Christian Albert Schiffner (* 21. Februar 1792 in Leipzig; † 6. Mai 1873 in Dresden) war ein deutscher Geograph, Schriftsteller und Lexikograph.

## Leben und Wirken
Christian Albert Schiffner war Sohn von Heinrich Gotthold Schiffner, einem Leipziger Krämer. Schiffner verbrachte seine Kinder- und Jugendjahre in Leipzig und besuchte hier die Nicolaischule. Von 1810 bis 1813 schloss sich ein Theologiestudium an, das Schiffner mit Bestnoten abschloss. Nach dem Studium folgte Schiffner seinem älteren Bruder Wilhelm und zog nach Glauchau. Von 1815 bis 1817 arbeitet er als Hauslehrer bei der Familie Czettritz im schlesischen Kolbnitz bei Jauer (Jawor).
Im Anschluss an diese Anstellung übersiedelte Schiffner nach Dresden, wo er sich Studien der Geographie, Topographie und Geschichte Sachsens zuwandte. Sein erstes Werk war der 10. Band von Dankegott Immanuel Merkels Erdbeschreibung von Kursachsen und den ietzt dazu gehörenden Ländern. Der Band umfasste allerdings die Niederlausitz, welche nach dem Wiener Kongress 1815 von Sachsen an Preußen abgetreten wurde, so dass es nie zu einer Veröffentlichung des Titels kam. Das einzig erhaltene gedruckte Exemplar befindet sich heute im Bestand der Sächsischen Landes- und Universitätsbibliothek Dresden.
Später beteiligte sich Schiffner auch an der Abfassung und Herausgabe von August Schumanns 18-bändigem Vollständigen Staats-, Post- und Zeitungslexikon von Sachsen, das er nach Schumanns Tod (1826) zum Abschluss brachte. Als erstes größeres eigenständiges Werk verfasste Schiffner 1835 eine Beschreibung der gesammten sächsisch-böhmischen Schweiz in ihrer neuesten Gestalt in zwei Bänden. Der sächsische König Friedrich August II. soll beide Bände bei seinen Wanderungen in der Sächsischen Schweiz immer bei sich getragen haben. 1838 erschien als zweites Hauptwerk die Beschreibung von Sachsen und der Ernestinischen, Reußischen und Schwarzburgischen Lande. Nahezu zeitgleich erstellte Schiffner auch das zweibändige Handbuch der Geographie, Statistik und Topographie des Königreiches Sachsen. Angesichts der damaligen Verkehrsverhältnisse ist es bemerkenswert, dass Schiffner die von ihm beschriebenen Örtlichkeiten meist selbst besuchte und Erkundigungen vor Ort einholte. Wenig bekannt ist, dass Schiffner auch auf dem Gebiet der Musik als Kritiker und Autor tätig war.
1846 zog Schiffner wieder nach Glauchau und übernahm die Stelle des Redakteurs beim Schönburgschen Anzeiger. Seine konservative Einstellung rief jedoch Anfeindungen hervor, infolge derer er 1852 wieder nach Dresden zurückkehrte. Als Konservativer konnte er sich mit den sich veränderten Ansichten nach der Revolution von 1848/49 nicht anfreunden und wurde zunehmend verbittert, barsch und abweisend. Auch in seiner wissenschaftlichen Forschung konnte er sich nicht neuen Erkenntnissen zuwenden, was ihm zunehmend Kritik eintrug. Schiffners Lebensabend wurde wahrscheinlich von Demenz geprägt. Er starb am 6. Mai 1873 in Dresden.
Schiffner blieb zeitlebens Junggeselle. Er hinterließ keine Nachkommen.

## Verdienst
Albert Schiffner gilt heute als bedeutender geographischer Autor Sachsens im 19. Jahrhundert. Seine exakt dokumentierten und reich bebilderten Werke geben einen tiefen Einblick in die Lebens-, Arbeits- und Naturverhältnisse seiner Zeit.

## Werke

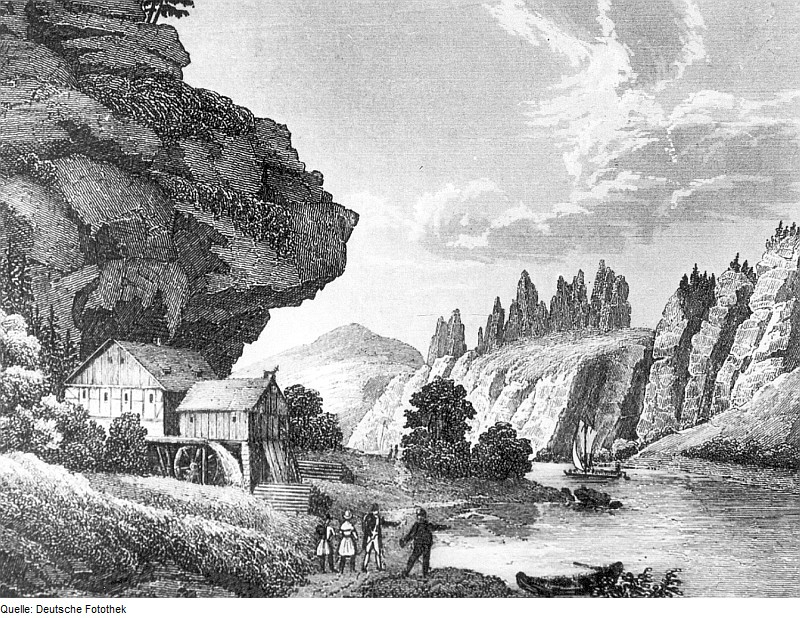
Schöna. Hirschmühle, aus: Beschreibung von Sachsen

- Allgemeines deutsches Sach-Wörterbuch aller menschlichen Kenntnisse und Fertigkeiten. Meissen, 1825–1836.
- 5 Supplementbände zu August Schumann: Vollständiges Staats-, Post- und Zeitungslexikon von Sachsen. Zwickau 1827–1833
- Beschreibung der Sächsisch-Böhmischen Schweiz. Meißen 1835, 2 Bände (Digitalisat).
- Haus- und Schulbedarf der Kunde Sachsens: für höhere Lehranstalten, etc. 1836 (Textarchiv – Internet Archive).
- Handbuch der Geographie, Statistik und Topographie des Königreiches Sachsen, Leipzig 1839.
  - Erste Lieferung, den Zwickauer Kreisdirectionsbezirk enthaltend, bei Friedrich Fleischer Leipzig 1839 (Digitalisat).
  - Zweite Lieferung, den Dresdener Kreisdirectionsbezirk enthaltend, bei Friedrich Fleischer Leipzig 1840 (Textarchiv – Internet Archive).
- Höhen-Charte des Königreichs Sachsen und des anstossenden Theiles von Böhmen, Stuttgart 1839 (Digitalisat).
- Beschreibung von Sachsen und der Ernestinischen, Reußischen und Schwarzburgischen Lande. 2. Auflage. Stuttgart 1840 (archive.org).
- Sebastian Bach’s geistige Nachkommenschaft. In: Neue Zeitschrift für Musik, Band 12, Nr. 23–34 (17. März–24. April 1840), S. 89–90; 93–94; 97–99; 101–102; 105–106; 109–111; 121–122; 125–126; 133–135.
- Noch ein Wort über die Kindheit der deutschen Oper. In: Allgemeine musikalische Zeitung, 1843, Sp. 577 (Textarchiv – Internet Archive).
- Der Führer im Muldenthale, von des Voigtlands Höhen bis zur Vereinigung beider Mulden. Mit 37 Ansichten auf 32 Tafeln, nach der Natur aufgenommen von Gustav Täubert, lithographiert von J. Riedel, Verlag Gustav Täubert, Dresden 1848 (Digitalisat in der Universitätsbibliothek Leipzig)
- König Friedrich August’s musikalischer Stammbaum. In: Allgemeiner Anzeiger der Deutschen, Gotha 1861/1862, Nr. 143.
- Uralte Bäume in den sächsischen Landen. In: Archiv für Sächsische Geschichte, Band 2, 1863, S. 158 (Textarchiv – Internet Archive).